# Leo Assenmacher
Leo Assenmacher, Pseudonym Treff (* 18. Dezember 1904 in Aachen, Rheinprovinz; † 15. April 1981 in Düsseldorf), war ein deutscher Maler, Bildhauer und Zeichner.

## Leben
Leo Assenmacher wurde von seinem Vater, dem Aachener Bildhauer und Maler Hermann Josef Assenmacher (1864–1934), in die sakrale Glas- und Wandmalerei eingeführt. Er besuchte die Kunstgewerbeschule Aachen und wurde Privatschüler des Malers Eugen Klinckenberg. An der RWTH Aachen studierte er Malerei, Bildhauerei und Architektur. 1924 wechselte er zur Kunstakademie Düsseldorf, wo ihn Adolf Münzer als Meisterschüler aufnahm. In Düsseldorf ließ er sich als freischaffender Künstler nieder und engagierte sich im Vorstand des Künstlervereins Malkasten. Nach dem Zweiten Weltkrieg beteiligte er sich an der Neugründung des Vereins. In dieser Zeit stellte er seine Kunst im Rahmen der Künstlergruppe 1949 aus.
Frühe Aufträge, große Wandbilder, Fresken und Sgraffiti für Kirchen in Dülmen, Würselen, Verlautenheide und auf dem Petersberg bei Königswinter, an denen er seit dem 18. Lebensjahr beteiligt war, zeigen Assenmacher als klassisch orientierten Künstler mit zeichnerisch disziplinierter Formklarheit und einem an Alfred Rethel orientierten Traditionalismus. Dieser Stil prägt auch die zahlreichen Aktmotive, die er als Maler, Bildhauer (Bronze, Terrakotta) oder Zeichner (Kohle, Kreide, Pastell, Tusche) schuf. Postimpressionistische Einflüsse weisen hingegen seine Werke und Studien nach der Natur aus, vor allem Porträts, Landschaften und Stillleben. Assenmacher war auch als Illustrator und Restaurator tätig.